# TKM
TKM („Teraz, kurwa, my”) – stosowane przez niektórych polityków i dziennikarzy obrazowe określenie stosunków panujących w polskiej polityce. Zwrot nawiązuje do podejścia lidera, gdy zwycięska partia polityczna obsadza stanowiska, kierując się podziałem na „my” i „oni” (mianowani przez poprzednią rządzącą partię), a nie względami merytorycznymi.

## Opis
Za autora określenia uznaje się Jarosława Kaczyńskiego, który użył tego sformułowania w 1997 w wywiadzie dla „Gazety Wyborczej”, wyjaśniając powody, dla których nie startował w wyborach do Sejmu z listy AWS, mimo że uczestniczył w powoływaniu tej formacji. Stwierdził wtedy, że w AWS zbyt wielką rolę odgrywa nieformalna partia „TKM”, którą miała cechować chęć zajęcia stanowisk rządowych i korzystania z układów stworzonych przez poprzedników, zamiast dokonywania reform. Sam Kaczyński wskazał, że określenie „TKM” wymyślił Marek Kuchciński.
Skrót ten wszedł do klasyki cytatów politycznych w Polsce i był wielokrotnie przytaczany (często w odniesieniu do działań kolejnych polskich rządów), również w zmienionym znaczeniu. W 2005 Marek Borowski, po niespodziewanym wskazaniu przez PiS Kazimierza Marcinkiewicza jako kandydata na premiera, zinterpretował skrót na nowo jako teraz kolega Marcinkiewicz.